# Губерля (Новотроїцький міський округ)
Губерля́ (рос. Губерля) — селище у складі Новотроїцького міського округу Оренбурзької області, Росія.

## Населення
Населення — 906 осіб (2010; 951 у 2002).
Національний склад (станом на 2002 рік):
- росіяни — 69 %